# جيمس ويليام فولبرايت
جيمس وليام فولبرايت سيناتور أمريكي ديمقراطي حكم ولاية أركنساس من عام 1945 حتى عام 1975 ولد في التاسع من أبريل عام 1905. أهم إنجازاته أنه أسس برنامج فولبرايت للمنح التعليمية والتبادل الطلابي عام 1946 عن طريق اقتراحه كمشروع يحمل اسمه في الكونغرس الأمريكي وبالفعل تم الموافقة عليه.
كان يهدف من مشروعه هذا تعريف العالم بأمريكا عن طريق استقطاب المبدعين من جميع أنحاء العالم عن طريق منح الدراسة أو البحث العلمي في الجامعات الأمريكية. ما زال هذا البرنامج موجودًا إلى الآن ويستفيد منه الكثيرون حول العالم.

## نشأته
وُلِد فولبرايت في مدينة سومر، ميزوري، لوالديه روبيرتا فولبرايت (المعروفة باسم واغ) وَجاي فولبرايت. انتقلت عائلة فولبرايت إلى فايتفيل، أركنساس في عام 1906. كانت والدته سيدة أعمال؛ عملت على تعزيز وتوحيد المؤسسات التجارية التابعة لزوجها، وأصبحت ناشرة ومحررة في الصحيفة وصحفيّة مؤثرة. التحق فولبرايت بمدرسة أركنساس الثانوية ولاحقًا بجامعتها في كليّة التربية للقواعد التجريبية؛ حيث سجّلاه والداه فيها.
نال فولبرايت شهادته الجامعية في التاريخ من جامعة أركنساس في عام 1925، حيث أصبح عضوًا في أخوية «سيجما تشي». انتُخِب رئيسًا للمجلس الطلابي، وكان لاعبًا ونجمًا لأربع سنوات في فريق «رازورباك» لكرة القدم من عام 1921 وحتى عام 1924.
درس فولبرايت لاحقًا في جامعة أكسفورد، حيث كان طالبًا حائزًا على منحة رودس في كلية بيمبروك، تخرج منها عام 1928. وقد حصل على شهادة الحقوق من كلية الحقوق بجامعة جورج واشنطن في عام 1934، قُبِلَ في نقابة المحامين في واشنطن العاصمة، ليصبح محاميًا في قِسم مكافحة الاحتكار في وزارة العدل الأمريكية.
كان فولبرايت محاضرًا في القانون بجامعة أركنساس من عام 1936 وحتى عام 1939. عُيّنَ رئيسًا للجامعة في عام 1939، مما جعله أصغر رئيس جامعة في البلاد. شغل هذا المنصب حتى عام 1941. سُمّيت كلية الآداب والعلوم في جامعة أركنساس باسمه كتكريم له، وانتخب هناك في أقدم جمعية شرفية للفنون الليبرالية والعلوم في الولايات المتحدة. كان عضوًا في المجلس المؤسس لمعهد رثرمير الأمريكي بجامعة أكسفورد.
تزوجت شقيقته روبيرتا من جيلبرت سي سوانسون، الذي كان يشغل منصب الرئيس في مؤسسة سوانسون للأغذية المُجمّدة، وكانت جدّة أم الشخصية الإعلامية تاكر كارلسون.

## حياته المهنية في مجلس النواب ومجلس الشيوخ

### مجلس النواب
انتُخِب فولبرايت لعضوية مجلس النواب الأميركي في عام 1942، حيث شغل فيها فترة ولاية واحدة. أصبح خلال هذه الفترة عضوًا في لجنة الشؤون الخارجية التابعة لمجلس النواب الأمريكي. اعتمد مجلس النواب قرار فولبرايت الذي دعم مبادرات حفظ السلام الدولية وشجع الولايات المتحدة على المشاركة فيما أصبح لاحقًا الأمم المتحدة في سبتمبر من عام 1943. الأمر الذي جلب إلى فولبرايت انتباهًا على الصعيد الوطني.

في عام 1943، كشف تحليل سريّ أجراه أشعيا برلين من لجان العلاقات الخارجية التابعة لمجلسي الشيوخ والنواب الأمريكيين وأرسله إلى وزارة الخارجية البريطانية، وعرّف عن فولبرايت بأنه (القادم الجديد المتميز إلى مجلس النواب الأميركي). وتابع في التعريف عنه قائلًا:
«شاب ثري، بلغ من العمر ثمانية وثلاثين عامًا، من الحاصلين على منحة رودس سابقًا، كانت خبرته الرئيسية تكمن في الزراعة وإدارة الأعمال التجارية. وقد أظهر بالفعل كفاءته وقدرته على العمل كمحام خاص في قسم مكافحة الاحتكار التابعة لوزارة العدل الأمريكية، ولاحقًا بصفته رئيسًا لجامعة أركنساس. عضو ذكي ويقظ في اللجنة، أجرى مقارنة بين الممارسة البريطانية لتقديم منح لحلفائها وبين الممارسة الأمريكية في الحرب العالمية في تقديم قروض بشروط مالية ثابتة، وذلك لإظهار أن أمريكا هي التي خرجت عن الممارسة الدولية العامة. يود فولبرايت أن يرى الولايات المتحدة تحصل على فوائد (عوائد) غير المادية فقط من نظام الإقراض والاستئجار، أي الالتزامات السياسية من البلدان التي تتلقاها، والتي من شأنها تمكين إنشاء نظام أمن جماعي بعد الحرب. شخصٌ ذو إيديولوجية أممية يدعو للتعاون السياسي والاقتصادي».

### مجلس الشيوخ
انتُخِب لعضوية مجلس الشيوخ في العام 1944، متغلبًا على هاتي كارواي التي كانت تشغل المنصب، حيث كانت أول امرأة تُنتخب لعضوية مجلس الشيوخ الأمريكي. خدم فيها لخمس ولايات حيث كانت مدة كل ولاية هي ست سنوات. في أول انتخابات عامة له في مجلس الشيوخ، قام فولبرايت بهزيمة الجمهوري فيكتور ويد من بيتسفيل، بنسبة كبيرة 85.1% مقابل 14.9% لِ ويد.
وقد شجع على سن تشريع لإنشاء برنامج فولبرايت في عام 1946؛ وهو برنامج مِنح دراسيّة (برنامج فولبرايت للزمالة والمنح الدراسية)، برعاية من مكتب الشؤون التعليمية والثقافية بوزارة الخارجية الأمريكية، والحكومات في بلدان أخرى، والقطاع الخاص. أُنشِئ البرنامج بغية زيادة التفاهم المتبادل بين شعوب الولايات المتحدة والبلدان الأخرى من خلال تبادل الأشخاص والمعارف والمهارات. يُعتبر برنامجه أحد برامج المنح المرموقة والتي يُعمل بها في 155 دولة.
أصبح فولبرايت عضوًا في لجنة مجلس الشيوخ للعلاقات الخارجية في عام 1949، وشغل منصب رئيس مجلس الإدارة في الفترة من 1959 وحتى 1974، وكان أول رئيس خدم لهذه الفترة الطويلة في تاريخ اللجنة.
كان السيناتور الوحيد الذي صوّت ضد اعتماد اللجنة الفرعية الدائمة المعنية بالتحقيقات في عام 1954، والتي كانت يرأسها السيناتور جوزيف مكارثي.
في عام 1956، قام فولبرايت بتنظيم حملة في مختلف أنحاء البلاد للحصول على تذكرة «ستيفنسون-كيفوفر» غير الناجحة. حينما تغلّب على منافسه الجمهوري في تلك السنة، بن ك. هينلي، رئيس الحزب الجمهوري بولاية أركنساس وشقيق قاضي المقاطعة جيسي سميث هينلي من هاريسون.
وقّع فولبرايت على بيان الجنوب المُعارض للقرار التاريخي للمحمة العليا في عام 1954، في قضية براون ضد مجلس التعليم والذي يعتبر بأن فصل الأطفال البيض عن السود في المدارس يعتبر أمرًا غير قانونيّ ويجب دمج جميع المدارس، أعاق فولبرايت قانون الحقوق المدنية لعام 1964 باستعمال المماطلة السياسية مع الديمقراطيين الجنوبيين الآخرين، فضلًا عن التصويت ضد قانون حقوق التصويت لعام 1965. مع ذلك، في عام 1970، خلال إدارة نيكسون، صوّت فولبرايت لصالح تمديد قانون حقوق التصويت لمدة خمس سنوات. قاد الدعوى ضد الاعتراف بترشيح نيكسون المحافظ لمرشحي المحكمة العليا كليمنت هينسورث، وهارولد كارسويل.
وفقًا لِ آرثر ماير شليزمجر المؤرخ والمساعد الخاص للرئيس كينيدي، فإن فولبرايت كان خيار الرئيس كيندي الأول ليكون وزيرًا للخارجية الأميركية، ولكنهم شعروا بأنه مثير للجدل بشكل كبير. بدلًا من ذلك اختاروا «دين راسك» مرشحًا من شأنه أي يُقدَّم لأكبر شريحة من الناس.
أثار فولبرايت اعتراضات جدّية على الرئيس كيندي حول توعّده بغزو خليج الخنازير في أبريل من عام 1961، وأخرى للرئيس ليندون ب. جونسون حول الحرب الأهلية في جمهورية الدُّومِنِيكَان في سانتا دومينجو عام 1965.
في مايو 1961، ندّدَ فولبرايت بالنظام التي تقوم عليه إدارة كيندي والمُتمثّلة بتناوب الدبلوماسيين لمواقعهم واصفًا إياها بالسياسة الحمقاء.
في الثلاثين من يوليو عام 1961، وقبل أسبوعين من بناء جدار برلين، صرّح فولبرايت في مقابلة تلفزيونية: «الشيء الذي لا أستطيع فهمه هو لماذا لا يُغلق الألمان لحدودهم فقط، أعتقد بأنه حق مشروع لهم في إغلاقها». قيل بأن تصريحه هذا تصدّر الصفحة الأولى لصحيفة الحزب الشيوعي الألماني الشرقي في نويس دويتشلاند. في حين لم تتقبّل ألمانيا الغربية التصريح برحابة صدر بل كان سلبيًا للغاية. أفادت برقيّة من السفارة الأمريكية في مدينة بون بأن: «نادرًا ما يُثير تصريح مسؤول أمريكي بارز الكثير من القلق، والمشاجرة والغضب». ونُقِل عن إيجون بار السكرتير الصحفي لِ ويلي براندت قوله: «كنا ندعوه سرًا باسم فولبرشت، نسبةً لرئيس دولة ألمانيا الشرقية حينها أولبرشت».

## روابط خارجية
- جيمس ويليام فولبرايت على موقع الموسوعة البريطانية (الإنجليزية)
- جيمس ويليام فولبرايت على موقع مونزينجر (الألمانية)
- جيمس ويليام فولبرايت على موقع ميوزك برينز (الإنجليزية)
- جيمس ويليام فولبرايت على موقع إن إن دي بي (الإنجليزية)